# Stepping (informatique)
Pour le film américain, voir Steppin'.
 (juillet 2009).
Si vous disposez d'ouvrages ou d'articles de référence ou si vous connaissez des sites web de qualité traitant du thème abordé ici, merci de compléter l'article en donnant les références utiles à sa vérifiabilité et en les liant à la section « Notes et références ».
Stepping, ou step, est un terme informatique utilisé pour indiquer une « révision » d'un microprocesseur, ce qui n'implique pas forcément de modifications importantes dans son architecture. 
Il s'agit d'un concept utilisé principalement par les grands producteurs mondiaux de microprocesseurs, Intel et AMD (qui utilise également le terme de « revision numbers »), pour indiquer que la conception d'un processeur spécifique a évolué par rapport à son design original. Ce terme est généralement accompagné d'une combinaison de lettres ou de chiffres. 